# Gmina Żmudź
Die Gmina Żmudź ist eine Landgemeinde im Powiat Chełmski der Woiwodschaft Lublin in Polen. Ihr Sitz ist das gleichnamige Dorf mit etwa 650 Einwohnern.

## Gliederung
Zur Landgemeinde Żmudź gehören folgende Ortschaften mit einem Schulzenamt:
Annopol
Bielin
Dryszczów
Kazimierówka
Klesztów
Ksawerów
Leszczany
Lipinki
Maziarnia
Pobołowice
Roztoka
Rudno
Stanisławów
Syczów
Wołkowiany
Wólka Leszczańska
Żmudź
Weitere Orte der Gemeinde sind:
Dębinki
Gałęzów
Kolonia
Leszczany-Kolonia
Majdan
Pacówka
Pobołowice-Kolonia
Poczekajka
Podlaski
Poręb
Puszcza
Roztoka-Kolonia
Stara Wieś
Teresin
Żmudź-Kolonia